# 春日了
春日 了（かすが りょう）は、東京都葛飾区立石にある仏教寺院、證願寺（しょうがんじ、単立）の住職。また、声楽家、アマチュア天文家、奇術師としても知られるほか、一時期、テレビ朝日CNNデイウォッチで「宇宙時代のお坊さん」をキャッチフレーズにキャスターを務めたり、その他各局の番組でコメンテーターとして1988年から1995年までマスコミ活動をした。

## 略歴
東京都葛飾区に生まれる。東京都立墨田川高等学校を卒業後、2つの大学でインド哲学と仏教を学んだが、その後、将来を巡って声明と仏教儀式の専門家であった父親と対立し、一端、寺を離れてサラリーマンやレストラン支配人、レストランの歌手や、東欧文化協会・音楽監督などを経て、イタリアとドイツに留学して声楽を学び、帰国後は声楽家、CNNデイウォッチのニュースキャスターや各種の番組でコメンテーターとして1995年まで活動。親の死後、寺を判りやすく改革しようと、寺の跡を継いだ。ドイツとイタリアに留学し数か国語を話し、海外の発想も身に付けていて、一般の僧侶と違った発想や考え方を持つ面がある。

### 僧侶として
インド原始仏教を学んだ後、宗学（この場合は真宗学）を修得。
スリランカの寺院とも交流し、現地の水害で壊れた幼稚園を再建・寄贈している。1996年からは、寺の本堂内にお経の同時通訳機を本堂に設置し、子供でも読経の意味がわかるような電光掲示板を作成・設置した。また、1996年には、お経に弦楽四重奏で、オリジナルな伴奏を付けて、西洋の楽器と東洋の読経に神秘的な調和を持たせた、声明の発表を3回おこなった。同年、かねてからの計画であった、寺にプラネタリウムを設置し、本堂での読経のあと、プラネタリウムでの布教活動という、ユニークな説法をしている。わかりやすい仏教を伝え、仏教はストレスからリラックスへの生きかたと称して、宗教臭くない解説をしている。

### 声楽家として
ドイツとイタリアに留学し、アンジェロ・ロフォレーゼ（Angelo Loforese：スカラ座、メトロポリタン歌劇場など世界の著名劇場で活躍した名テノール歌手）に師事し、テノール歌手として活動した。歌手として国内でも演奏するが、特に欧州への演奏旅行をかなり頻繁に行い、数々の賞を獲得した。ゲーテの詩の朗読コンクールでも優勝しており、イタリアやルーマニアなどの音楽祭で受賞している。
また、自分が歌うだけでなく、次世代の若手のことも考え、毎年、コンクールを主催。男女の歌手や高音と低音を出す歌手が一緒に審査されるのは不公平だとしてベルカント・ソプラノ・コンコルソという若いソプラノだけのコンクールを毎年開催。審査委員をイタリアから招聘するなど、本格的なものである。これはベルカントコンコルソ、ソプラノコンコルソ、ベルカントソプラノコンコルソとも呼ばれながら、少しずつ世間に浸透している。若い歌手に勇気を与え、正しい助言をしっかり直接審査員から話す機会を作り、勝ち負けではなく声楽の底辺を広げたいとの情熱から個人的に開催している。

### 天文家として
アマチュアの天文家としても著名で、小惑星7674が「KASUGA」と命名されている。
寺院内に私設の銀河座天文台を設置し、主として月や惑星等の天文現象がある度に、熱心な観測を行っている。
しし座流星群の流星雨の際には、墓地から肉眼で観測した。墓地の中は東京の街中としては比較的暗いため、2001年当時、群流星は多数見えたと言う。が、明るい月・惑星を除いて、天体観測は総じて光害に悩まされたという。また、それを契機にエネルギー問題やナトリウムランプ普及などの運動を展開。1991年から観光名所でもない役所である東京都庁のライトアップに天文学者たちと異議を唱え、かつしかシンフォニーヒルズのライトアップに苦情を呈したり、葛飾区のモデル照明区域を作らせるなど、光とエネルギーを空に逃がさないように光害問題をマスコミで多数アピールした。
2001年に寺院の壁に、スペースシャトル風のX33という、NASAが打ち上げる計画であった特殊ロケットの1/5モデルのモニュメントを設置したり、壁画としてビルの壁面に絵を描き、2004年には巨大恐竜カスモサウルス（トリケラトプスに似ている）の4.5mの野外モデルを設置し通る人に親しみを与え、2006年からは寺院裏側の通学路の40mの長い塀にプロの手による古代の恐竜の森の壁画も描き独特の風景を作り出した。

#### プラネタリウム設置
また、天文台の他に8mドームの傾斜の無い、学習用タイプのペンタックスの開発したプラネタリウム・コスモ0号を設置し、プラネターリアム銀河座として1996年から公開した。これは世界で唯一ペンタックスが試作機として制作したものである。
その後、補助投影機を増やし、2008年からは全天デジタル・プラネタリウム・システムである、トリ・ビューを設置。これにより、従来のプラネタリウムでは不可能であった、星間旅行や10万年までの星の固有運動などを簡単に見せることができるようになった。小規模なプラネタリウムでは現在、日本の最高レベルに到達している。独特の布教用として仏教解説に使用しているほか、天文学の一般向けの普及活動にも使用している。
現在、毎月2回、第1、第3土曜日の午後3時から4時まで、投影を公開し、月2回の投影ながら毎月番組を替えて精力的に、科学的話題が中心のプラネタリウムを目指し、春日を中心としたボランティアによって運営されている。毎年取材や報道が多く小さいが独特なプラネタリウム館として活躍している。
春日は現在、日本プラネタリウム協議会（JPA）正会員でもある。とても、ユニークなプラネタリウムであると注目されている。

### 奇術師として
手品にも堪能で、学生の頃から、東京の多くのデパートや東京近辺のデパートの奇術売り場で、実演販売員としてマジックを見せていた。1991年から社団法人日本奇術協会の参与、名誉会員でもある。協会機関誌『ワン・ツ・スリー』にカレードスコープという連載記事を連載している。2006年の日本奇術協会主催マジック・コンペティション審査員。2009年FISM国際大会の日本代表選出のステージ部門の審査員を前年に務めた。

## 著作
- 『坊主になりたくなかった坊主』（主婦の友社、1990年）
- 『春日了のやさしく仏教』（同朋舎出版、1992年）
- 『こころに劇薬』（主婦と生活社、1992年）
- 『仏像がわかれば仏教がわかる』（プレジデント社、1995年）
- 『悩みが消えてなくなる仏教の教え』（中経出版、2012年）
- 『悩みの即リセット術 - 新しい自分に、生まれ変わる』（秀和システム、2013年）

## 出演

### テレビ
- 徹子の部屋（テレビ朝日、1991年2月22日、1992年6月11日）[1]
- 極楽シャッフル（日本テレビ）
- 火曜サプライズ（日本テレビ、2010年8月17日）
- モヤモヤさまぁ～ず2（テレビ東京、2011年3月6日）
- PON!「今これ流行ってます 知らないとヘコむわー『寺カフェ』」（日本テレビ、2015年5月29日）
- シューイチ（日本テレビ、2022年11月27日）

## インタビュー
- 「宇宙ロマンがお寺を変える、プラネタリウムでお寺改革」【週刊アスキー】2013年10月18日付
- 「「徹子の部屋」にゲスト出演した住職の解説が楽しめる、寺院併設のプラネタリウム!―證願寺」【東京DEEPスポット】2015年4月07日付
- 「お寺にプラネタリウム!? 知識発信地「證願寺（しょうがんじ）」のお寺改革@葛飾区＜ぶっとび仏教新潮流 Vol.1前編＞」【東東京マガジン】2015年08月05日付
- 「なぜお寺にプラネタリウム？　声楽家でマジシャンの住職が星空解説」【withnews】2023年12月20日付
- 「異色の経歴の住職がお寺にプラネタリウムを作った!?　星空に込めた思いに玉袋筋太郎が迫る！」【GetNaviweb】2024年05月16日付

## 外部サイト
- プラネターリアム銀河座サイト
- 主催コンクール公式サイト：ベルカント・ソプラノ・コンコルソ